# Ifrânidas

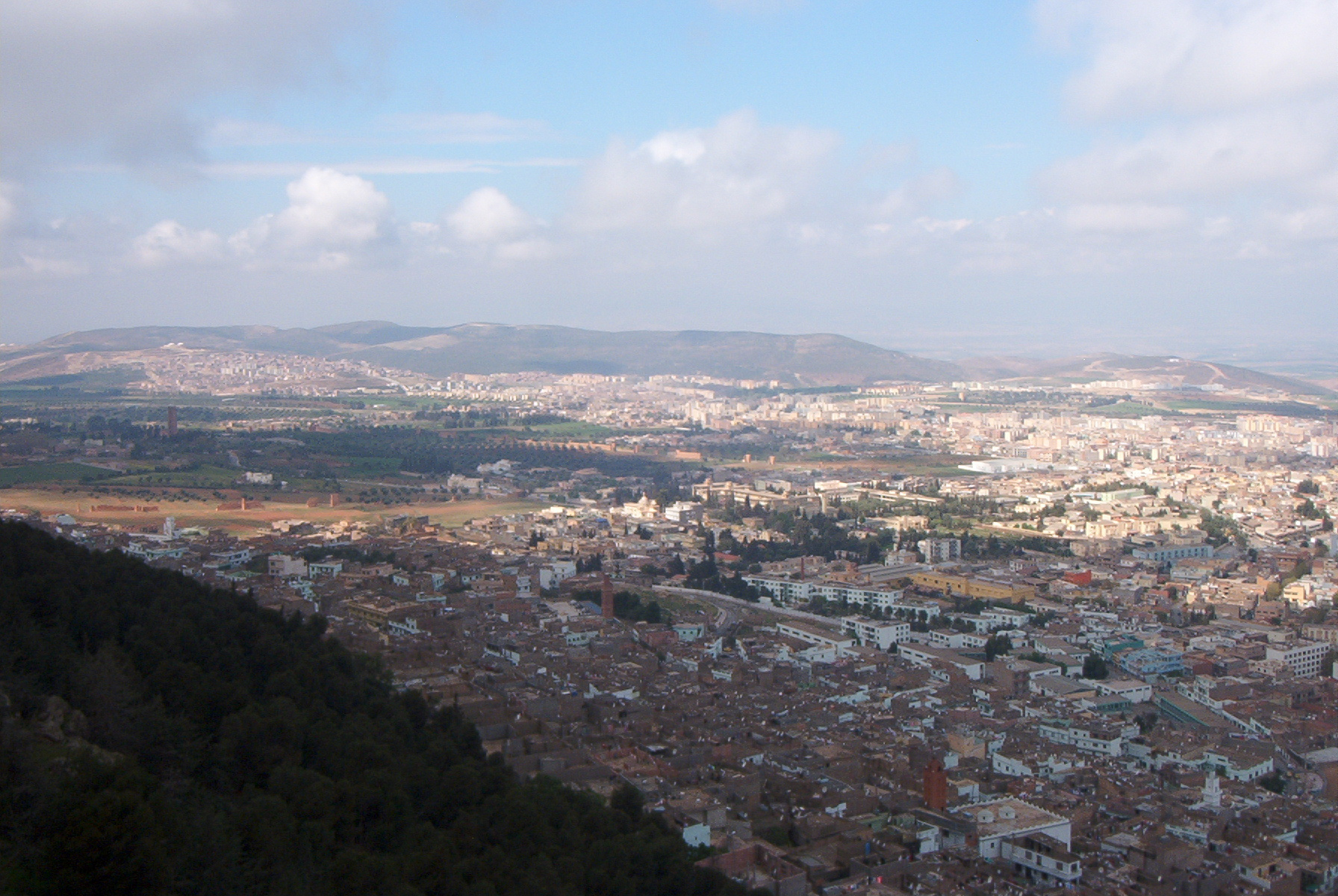
Vista atual de Tremecém, capital dos ifrânidas

Os ifrânidas, também chamados Banu Ifrã ou Banu Ifrém (em árabe: بنو يفرن), é uma tribo berbere assentada ao norte da África, uma das quatro que formavam os zenetas. Ifrēn é o plural de afar, efri ou ifri (Banū Ifrēn significa filhos de Ifri, sendo que ifri significa caverna em língua berbere.), e os Romanos deram o seu nome à África (terra dos Afar).

## História
Foram o único povo que defendeu o Magrebe, e mantiveram lutas no Magrebe contra as ocupações dos Romanos, Vândalos e Bizantinos, e no  século VII lutaram com Kahina contra a invasão dos muçulmanos Omíadas e Abássidas, e durante o século VIII, entre 765 e 786, mantiveram o seu próprio governo em Tremecém sob o governo de Abu Qurra. Foram definitivamente derrotados pelos Almorávidas.

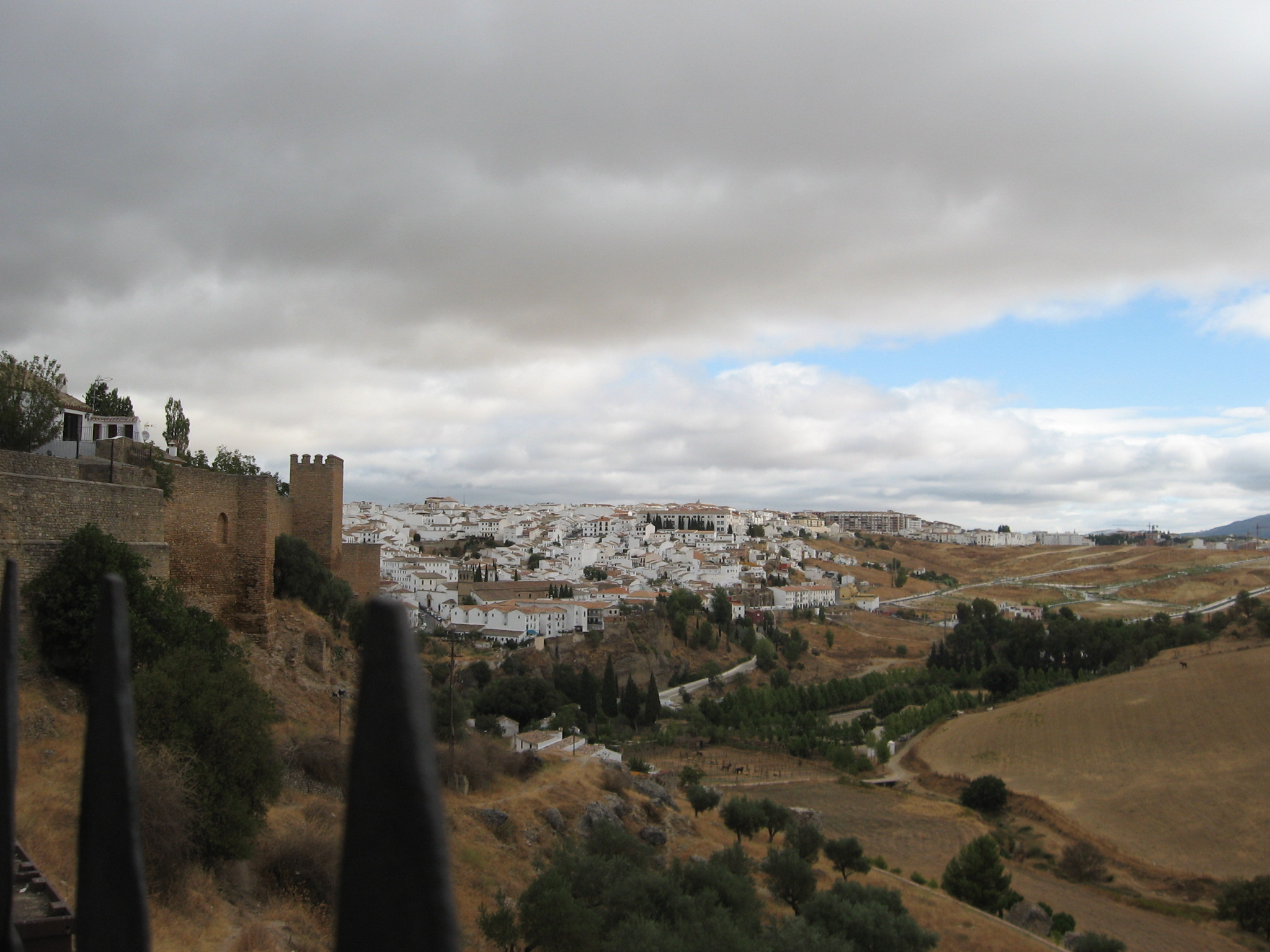
Ronda, fundada por Abu Nur Hilal

Os descendentes de Abu Curra foram chefes militares no Califado de Córdova. No século XI, com a desintegração do Califado de Córdova, Abu Nur Hilal fundou Ronda em 1014 e a cora de Takurunna converteu-se na Taifa de Ronda. Foi senhor de Ronda de 1023 a 1039, e depois de Sevilha de 1039 a 1054. Seu filho, Badis ben Hilal, governou Ronda de 1054 a 1057, e Abu Nars Fatuh de 1058 a 1065. O assassinato deste último foi por causa de que Ronda passasse a ser parte do taifa sevilhano de Almutadide. Durante este período foi criada a maior parte do patrimônio monumental com que conta a zona histórica de Ronda.